# Jiří Mrkývka
Jiří Mrkývka (24. července 1951 Brno – 14. srpna 2022) byl český silniční motocyklový závodník.

## Závodní kariéra
Závodil ve třídách do 250 cm³ a 350 cm³. Začínal na motocyklech ČZ, od roku 1977 jezdil v mistrovství republiky na Yamaze. V mistrovství republiky skončil celkově jednou na druhém a jednou na třetím místě, v roce 1977 vyhrál mistrovský závod ve Velkém Meziříčí ve třídě do 250 cm³. Dokázal se prosadit i v mezinárodní konkurenci, v roce 1978 skončil v Poháru míru a přátelství na celkovém třetím místě ve třídě do 250 cm³. V letech 1978 a 1979 přispěl v tomto poháru také k celkovému vítězství Československa. V roce 1978 se pokoušel kvalifikovat do Velké ceny Československa v Brně, ale po havárii v tréninku mechanici nestihli dát před rozhodující kvalifikací jeho Yamahu dohromady. Závodní kariéru ukončil po havárii v Těrlicku v roce 1981.

## Úspěchy
- Mistrovství Československa silničních motocyklů – celková klasifikace
  - 1974 do 250 cm³ – 25. místo – ČZ
  - 1977 do 250 cm³ – 3. místo – Yamaha
  - 1978 do 250 cm³ – 2. místo – Yamaha
  - 1979 do 250 cm³ – 18. místo – Yamaha
  - 1979 do 350 cm³ – 23. místo – Yamaha
  - 1980 do 250 cm³ – 7. místo – Yamaha
  - 1980 do 350 cm³ – 9. místo – Yamaha
  - 1981 do 350 cm³ – 13. místo – Yamaha